# Николай Николов (генерал)
Вижте пояснителната страница за други личности с името Николай Николов.
Николай Трайков Николов е български офицер, бригаден генерал.

## Биография
Роден е на 10 януари 1958 г. в София. Завършва Висшето народно военно училище във Велико Търново с профил „Мотострелкови войски“ през 1981 г. По-късно завършва УНСС със специалност „Икономика на сигурността и отбраната“. От 1984 г. е разузнавач, а през 1988 г. и старши разузнавач към управление III на Държавна сигурност. До 15 септември 2000 г. е началник на отдел в Министерството на отбраната. В периода 15 септември 2000 – 1 юни 2003 г. е заместник-директор на дирекция в същото министерство. От 1 юни 2003 до 1 януари 2005 г. е директор на дирекция, след това отново е заместник-директор на дирекция. На 11 юли 2007 г. е назначен на длъжността директор на служба „Сигурност – военна полиция и военно контраразузнаване“ и удостоен с висше офицерско звание бригаден генерал. 10 януари 2008 г. е освободен от длъжността директор на служба „Сигурност – военна полиция и военно контраразузнаване“ и от кадрова военна служба.

## Военни звания
- Лейтенант (1981)
- Бригаден генерал (11 юли 2007)